# Alaska Railroad

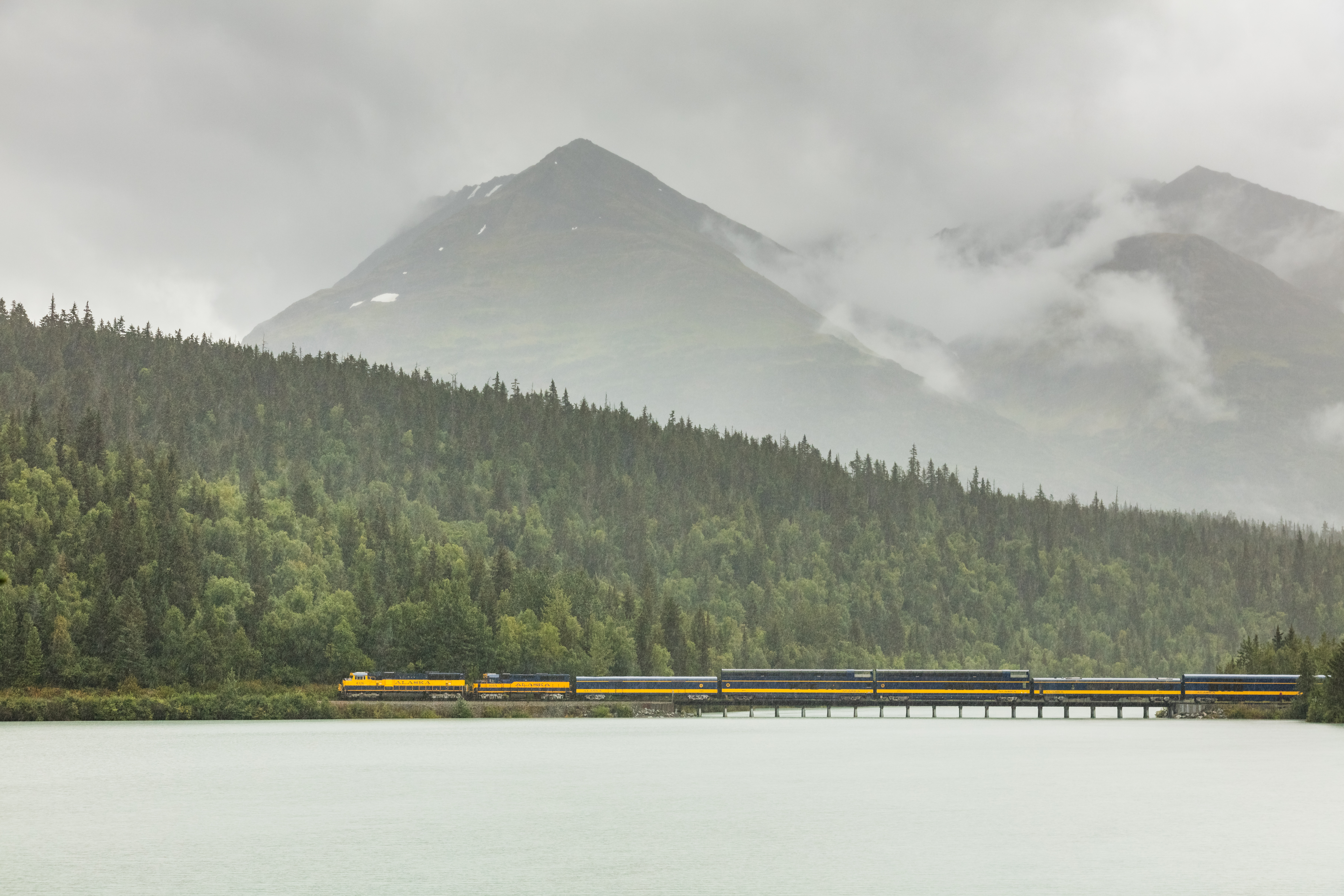
Un train de l'Alaska Railroad près de Moose Pass. Aout 2017.

L'Alaska Railroad (Alaska Railroad Corporation) est une entreprise ferroviaire appartenant à l'État américain de l'Alaska. La société basée à Anchorage est propriétaire et gestionnaire d'un réseau de plus de 1 500 km de voies, elle offre des services de transports voyageurs et marchandises. Alaska Railroad est également propriétaire de 35 000 ha de terrains dont elle tire des revenus, la moitié de cette surface étant proposée à la location.

## Histoire

### Entreprises privées à l'origine
Sur une période s'étendant de la fin du XIXe siècle au début du XXe siècle, la découverte de richesses dans le sous-sol de l'Alaska, notamment or et charbon, entraîne une arrivée massive de chercheurs d'or mais aussi l'intérêt d'hommes d'affaires envisageant les gains possibles à favoriser l'arrivée des personnes et leur matériel dans des territoires difficilement accessibles car dépourvus de moyens de transports capables de répondre à cette demande. La réponse ne tarde pas, en 1902 des entrepreneurs de la ville de Seattle investissent 30 millions de dollars pour créer l'« Alaska Central Railroad », une voie ferrée partant de Seward, pour rejoindre des contrées du nord de l'État. Après avoir établi et ouvert au trafic 82 km de voie, l'importance des frais de construction et d'entretien d'une ligne de chemin de fer dans cet environnement difficile, cumulé avec la crise financière de 1907, ont raison de l'entreprise qui est mise sous séquestre en 1908. La ligne retrouve un propriétaire en 1908-1909, avec la création d'une nouvelle société l'« Alaska Northern Railroad Company » qui reprend les actifs et poursuit la construction de la voie vers le nord de l'État, avant d'être également en difficulté au début des années 1910.
Le contexte évolue avec, en 1912, l'adoption de la « loi sur les territoires de l'Alaska » par le Congrès, elle comprend la création d'une commission d'enquête qui doit examiner le réseau transport de l'État de l'extrême nord. Dans ses conclusions, la commission indique qu'il faut la puissance des moyens d'un État fédéral pour réussir la construction du chemin de fer « trans-Alaska », le Congrès confirme avec une loi de financement en 1914. Ce texte législatif fixe un cadre au chemin de fer, il ne doit pas dépasser 1 000 milles et une enveloppe de 35 millions de dollars. Le texte contient également quelques obligations notamment le lien entre un port et les sites des mines de charbon et la création de l'Alaska Engineering Commission (AEC) chargée d'étudier et faire des propositions de tracés.

### «The Government Railroad»
L'AEC entreprend les travaux en choisissant, en 1914, le site d'Anchorage comme siège et base de départ où va notamment être travaillé le bois pour les traverses. Le chantier est difficile, il s'étend sur 2 000 milles, sur certains sites il faut créer de véritables villes, avec logements écoles et hôpitaux. Il faut aussi acheminer le matériel, créer des fonderies et ouvrir des mines pour extraire le charbon nécessaire aux locomotives à vapeur, mettre en place les infrastructures du télégraphe et du téléphone. À son maximum, en 1917, les chantiers occupent plus de 4 500 ouvriers. Lors de l'achèvement de la ligne en 1923, le « chemin de fer du gouvernement » (the Government Railroad) a coûté 60 millions de dollars pour huit années de travaux. Inauguré le 15 juillet 1923 par Warren Gamaliel Harding président des États-Unis la ligne principale de Seward à Fairbanks, via Anchorage, a une longueur de 470 milles et le réseau comporte de nombreux embranchements le plus long faisant environ 38 milles.

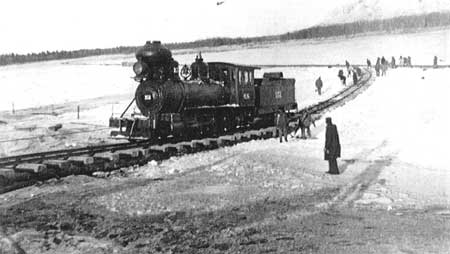
Passage de la rivière Tanana avant l'inauguration en 1923
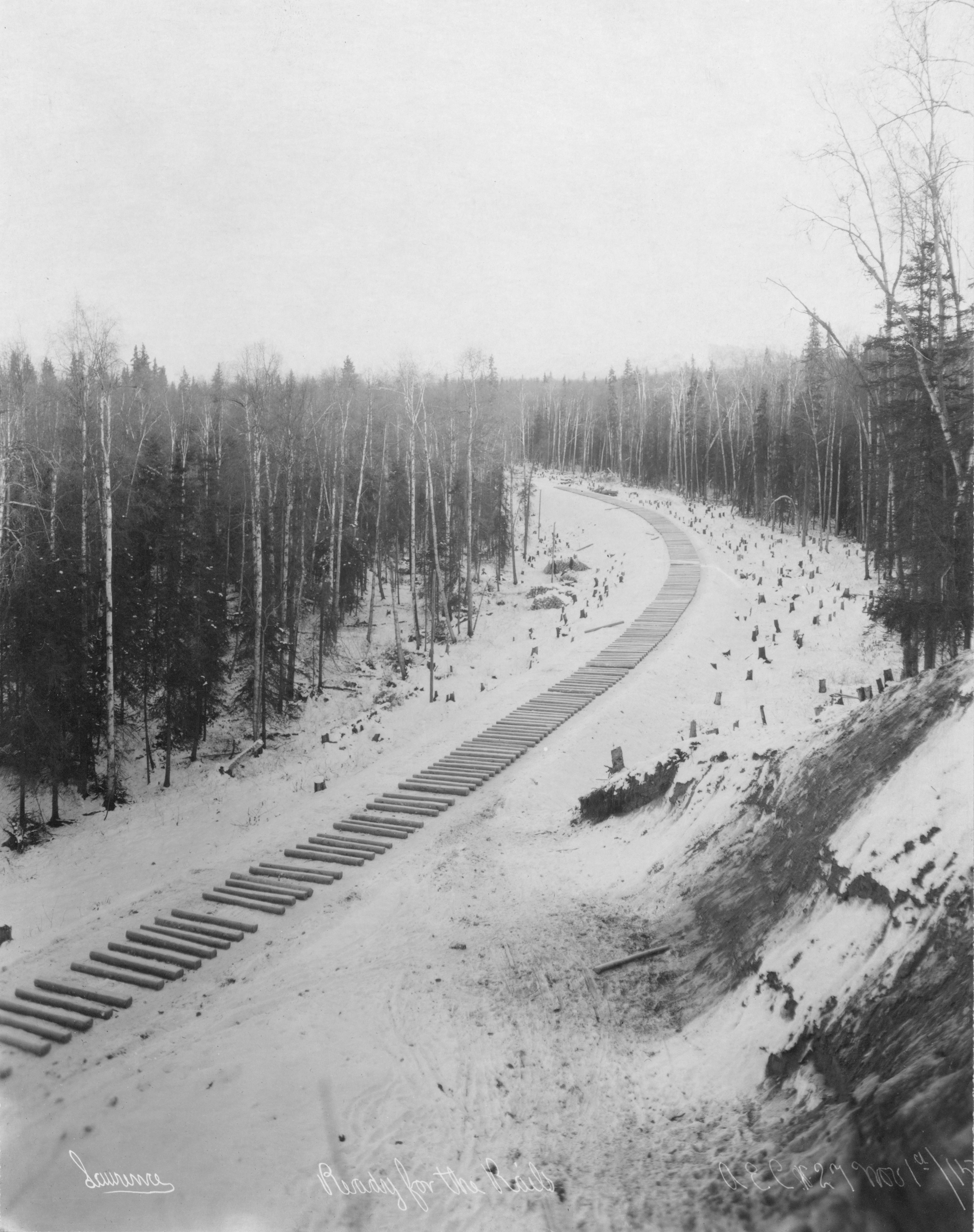
Voie en construction 1915

### Le matériel roulant
En 1936 la société disposait de 27 locomotives, 16 automotrices, 40 voitures, 858 wagons.

## Caractéristiques
Son réseau s'étend de Seward et Whittier dans le sud de l'Alaska à Fairbanks et au-delà à Eielson Air Force Base et à Fort Wainwright à l'intérieur de l'État. Il sert pour le transport de fret et le transport de passagers entre ces deux villes. Le réseau comporte une ligne principale de 750 km de long et plus de 800 km de lignes annexes connectées. Il est la propriété de l'État de l'Alaska. Le réseau est connecté aux autres États américains par trois barges qui assurent le transport de wagons entre le port de Whittier et Harbor Island à Seattle mais ne possède aucun lien terrestre fixe avec le reste du réseau ferré nord-américain. 
En 2006, la compagnie a réalisé un bénéfice de 10,4 millions de dollars pour un chiffre d'affaires de 148,9 millions de dollars,,.

## Sources

### Traduction
- (en) Cet article est partiellement ou en totalité issu de l’article de Wikipédia en anglais intitulé « Alaska Railroad » (voir la liste des auteurs).